# Lobelia villosa
Lobelia villosa är en klockväxtart som först beskrevs av Joseph Rock och som fick sitt nu gällande namn av Harold St. John och Edward Yataro Hosaka.
Lobelia villosa ingår i släktet lobelior och familjen klockväxter. Inga underarter finns listade i Catalogue of Life.